# Verrières-en-Anjou
Verrières-en-Anjou – gmina we Francji, w regionie Kraj Loary, w departamencie Maine i Loara. W 2013 roku liczba ludności wynosiła 6973 mieszkańców.
Gmina została utworzona 1 stycznia 2016 roku z połączenia dwóch wcześniejszych gmin: Pellouailles-les-Vignes oraz Saint-Sylvain-d’Anjou. Siedzibą gminy została miejscowość Saint-Sylvain-d’Anjou.